# Micrasterias americana
Micrasterias americana là một loài Song tinh tảo trong họ Desmidiaceae, thuộc chi Micrasterias.